# ELTE Kollégiumi Hallgatói Önkormányzat
Az ELTE KolHÖK az Eötvös Loránd Tudományegyetem Kollégiumi Hallgatói Részönkormányzata, mely az ELTE Kollégiumi Szolgáltató Központ bármely kollégiumával vagy szakkollégiumával tagsági jogviszonyban álló hallgatóinak önkormányzati szervezete. Célja a kollégista hallgatók érdekeinek képviselete a különféle egyetemi és külső fórumokon, valamint az ELTE más szervezeti egységeivel való hatékony együttműködés. Ernyőszervezetként feladata továbbá az egyes tagkollégiumi diákbizottságok munkájának támogatása és összehangolása is.

## Szerkezeti felépítés
A KolHÖK hat hallgatói kollégiumi részegységre tagolódik, melyek az adott kollégiumokkal tagsági jogviszonyban álló hallgatók önszerveződésével alakultak. A részegységek tevékenységét a kollégisták által választott diákbizottságok koordinálják. A KolHÖK-ben továbbá, delegáltjai útján, képviselettel rendelkezik az ELTE öt szakkollégiuma is.
A KolHÖK részegységei:
- Ajtósi Dürer sori Kollégiumi Hallgatói Részegység
- Damjanich utcai Kollégiumi Hallgatói Részegység
- Kőrösi Csoma Sándor Kollégiumi Hallgatói Részegység
- Erdős Pál Kollégiumi Hallgatói Részegység
- Nándorfejérvári úti Kollégiumi Hallgatói Részegység
- Vezér úti Kollégiumi Hallgatói Részegység

Az ELTE szakkollégiumai:
- Angelusz Róbert Társadalomtudományi Szakkollégium
- Bibó István Szakkollégium
- Bolyai Kollégium
- Eötvös József Collegium
- Illyés Sándor Szakkollégium